# Кайна (профессия)
Кайна (араб. قينة; [qaj.na]) — певица, поэтесса и музыкант на Арабском Востоке; обычно кайны были рабынями неарабского происхождения, но несмотря на это они могли добиться и большой известности. Расцвет профессии пришёлся на время правления Аббасидов, тогда же творили самые знаменитые кайны. Кайн сравнивают с альмеями, греческими гетерами и японскими гейшами. Большинство знаменитых женщин-музыкантов раннеисламского периода были кайнами.
Кайны, которые находились в собственности у богатых мужчин и у городов, вели светскую жизнь, развлекая гостей пением и музицированием; те же, чьи хозяева были бедны, либо принадлежавшие тавернам, имели более низкий статус и зачастую были вовлечены в проституцию. Многие из кайн сами сочиняли песни и музыку. Помимо музыки кайна должна была владеть искусством поддержать беседу и обладать широким кругозором. Развлекая гостей, кайны надевали лучшие одежды и не скрывали своих лиц, в отличие от свободных женщин, которым это было запрещено. Они нередко открыто соблазняли посетителей и затем становились их любовницами, что вызывало критику современников. Сами кайны могли полагаться лишь на собственное обаяние и умения, так как ничто кроме этого не могло их защитить.
Рабство и профессия кайн появились ещё до возникновения ислама. Основную массу кайн исламского периода составляли иностранки, угнанные в рабство в результате захватнических походов арабов. Их отбирали за физическую привлекательность и музыкальность, затем обучали и продавали. Имена большинства кайн неизвестны, основные источники информации об их личностях — книги Аль-Исфахани, Аль-Джахиза и поэтические произведения, которые сочиняли кайны и их поклонники. После заката династии Аббасидов профессия кайны пришла в упадок, однако сохраняются преемственные кайнам занятия певиц по найму.
В отличие от гавази, кайны специализировались на музыке и не выступали на улице. В отличие от альмей, кайны обычно были рабынями.

## Этимология
Слово «кайна» арабского происхождения. Варианты образования множественного числа от слова «кайна» — к̣ийа̄н (араб. قِيان; [qi.jaːn]), к̣айна̄т (араб. قَيْنات; [qaj.naːt]) и к̣айана̄т (араб. قَيَنات; [qa.ja.naːt]). Относительно изначальной этимологии слова «кайна» идут споры; вероятно прежде всего кайнами именовали рабынь-служанок, а позже появилось специализированное значение «рабыня-певица». Известны также другие названия этой профессии: карина, мусмиа, даджина, мудджина, шадух, шадиха и джарада.

## Общие сведения
Большинство кайн были чернокожими иностранками или полукровками, некоторые из них, вероятно, имели светлую кожу. Они носили яркие одежды, подчёркивавшие фигуру, не скрывали лиц и украшали себя надписями. Кайны исполняли песни под музыкальный аккомпанемент и танцевали; принадлежащие городам или богатым индивидуумам развлекали хозяев и гостей на встречах в литературных салонах своего времени (маджлисах); другие кайны более низкого статуса содержались при кабаках или принадлежали странствующим торговцам. Маджлисы делились на две основные разновидности: на которых присутствовал патрон, и неформальные, где его не было. На обоих видах кайна была центральной фигурой, она пела, не скрываясь за перегородкой, одетая в лучшие наряды. Свободные женщины высокого статуса на маджлисах обычно не присутствовали, так как эти собрания ассоциировались с аморальным поведением: прелюбодеянием и колдовством.
Придворные кайны могли легко импровизировать и соревноваться с поэтами, хотя основной ценностью их произведений была необычность, а не высочайшее мастерство. Основные темы произведений их авторства — любовь, упрёки возлюбленным, горечь расставания, хвалебные оды знаменитостям (мухдас), элегии на смерть хозяина, ностальгия по родине. Появился особый поэтический жанр похвалы кайне за её выступление. Кайны повлияли на развитие модернистской арабской прозы «мухдас».
Ценилось не только их сочинительское и музыкальное мастерство рабыни, но также физическая привлекательность, умение поддержать беседу, кругозор и остроумие. Кайны должны были превосходно владеть арабским языком, многие знали огромное количество стихотворений наизусть, некоторые являлись знатоками Корана. Их музыкальные инструменты — барабан-бубен даф, различные струнные инструменты, в частности, уд, киран и муваттар, язычковый мизмар. Маджлисы представляли собой подобие европейских литературных салонов в саду или на террасе, где люди собирались для того, чтобы отдохнуть, обсудить научные и философские темы и получить чувственное наслаждение. Кайна могла проводить маджлисы самостоятельно, под своим именем. Некоторые кайны выполняли просветительскую работу: так рабыня Камар, которую Аббасиды послали в Севилью к омейядскому двору, обучала знатных мусульман Пиренейского полуострова утончённому этикету и манерам.
В отличие от свободных женщин, рабыни не были связаны требованиями скромности; кайны стремились вызывать у аудитории сексуальное желание, зачастую надеясь, что их купят дороже. Аль-Джахиз указывал на то, что слушатели вступали с ними в интимную связь и предостерегал от этого в своём труде «Послание о певицах». На головной повязке многих кайн были написаны их девизы, так повязка Инан гласила: «Если ты смел, делай, что хочешь».
Аль-Джахиз описывает кайн в дурном свете, говоря, что они лживые и двуличные люди, которые любыми средствами стремятся соблазнить слушателя. Это же опасение прочитывается у Абу ат-Тайиба аль-Вашши: он пишет, что их любовь лишь фальшивка, и он одаривают ей только тех, кого считают богатыми, а также осуждает их большой сексуальный аппетит. Знаменитая кайна Фадль предостерегала своего любовника от чар корыстных кайн. Строки Юсуфа ибн аль-Хаджджаджа ибн ас-Сайкала о продажности и развратности кайн настолько разозлили их, что, ошибившись во время исполнения, кайна восклицала: «чёртов Юсуф!». Кайны, работавшие в кабаках, зачастую занимались проституцией и ещё сильнее стремились заполучить сердце богатого поклонника. При этом общество относилось к ним со смешанными чувствами; у Аль-Вашши приведено мнение о том, что «певицы — это рай, но в нём бывают ураганы».
Соблазнение влиятельных патронов было единственным капиталом кайны, которая не могла полагаться ни на своё происхождение, ни на семью, откуда её изымали в детском возрасте, ни на своё имущество (которое иметь ей запрещал закон). Вместе с этим, известно несколько историй о верных своим хозяевам кайнах, которые отказывались подчиняться требованиям новых хозяев в память о прошлых, даже под страхом смерти. Пример такого свидетельства — история о кайне Фариде, принадлежавшей Аль-Васику. Однажды он, разозлённый мыслями о том, что Аль-Мутаваккиль Алаллах станет его преемником, избил Фариду, игравшую ему на уде. Несмотря на подобное отношение, после воцарения Аль-Мутаваккиля Фарида отказалась играть ему и была насмерть забита плетьми.
Социальный статус у кайн оставался низким, хотя некоторые из них имели большое влияние на своих патронов благодаря своей красоте и уму. Тем не менее, они оставались имуществом своих хозяев, лучшие из кайн ценились как «лучшие рукописные копии Корана, тонкие шелка, дорогие духи» и другие предметы роскоши; кайну могли подарить или продать другому владельцу. Начиная с VII века стали появляться истории о покупке кайн за тысячи динаров. Средняя цена за первоклассную рабыню-певицу в XI веке составляла 3000 динаров, тогда как дневная зарплата строителя была около 1 динара. Как и любых других рабов, их могли отпустить хозяева, некоторые из таких свободных кайн делали блестящую карьеру, либо вступали в брак с высокопоставленными мужчинами, включая правителей. Одновременно с этим кайны часто становились жертвами физического насилия. Известно, что знаменитую Инан однажды высекли за отказ играть для гостя; такое обращение было нередким.
Мало что известно о личностях большинства кайн, даже очень знаменитых, особенно после того, как кончалась их молодость. Многие кайны до попадания в рабство не были мусульманками. У них не было особенного стимула принимать ислам, так как значительное количество рабынь освобождали, когда они достигали зрелости, что означало резкое уменьшение их рыночной цены; это не касалось лишь тех, кого покупали, чтобы выдать за своего раба, чтобы рожать детей-рабов.

## История

### Истоки и ранние годы
Рабство было распространено на Ближнем Востоке с доисламских времён, а арабские завоевания сопровождались порабощением огромного количества женщин и мужчин. При этом кайны составляли малую толику от общего числа рабынь «джавари»; к их внешности и образованию предъявляли высокие требования, тогда как остальные рабыни могли быть некрасивы и необразованы, они занимались домашним хозяйством. Кайн разделяли на несколько типов; Аль-Исфахани выделял поэтесс и певиц.
По данным исламского учёного Ибн Хордадбеха традиция держать певиц-рабынь началась в Ясрибе, и арабы переняли её у адитов. Первыми арабскими кайнами названы две служанки некого легендарного Муавии ибн-Бакра аль-Имляки, которых именовали аль-Джарадатан. До появления ислама кайны развлекали богатых мужчин и женщин, собиравшихся на встречи-«зиярат» в своих домах. После распространения ислама, в средние века, свободные женщины потеряли возможность самостоятельно и открыто посещать общественные места из-за законодательных ограничений. Кайны же, особенно попавшие в гарем, могли получить недоступные свободным женщинам возможности.
Сообщается, что кайны Фартана и Кариба исполняли сатирические песни, высмеивавшие Мухаммеда, из-за чего он приказал казнить их; кайна Сара предупредила курайшитов о том, что Мухаммед собирается напасть на Мекку, за что также была приговорена к казни Мухаммедом; при этом неизвестно, были ли осуществлены эти приказы. Лучшие музыканты того времени обучались и работали в Хиджазе. Впоследствии, несмотря на статус Мекки и Медины как священных городов ислама, там продолжала процветать традиция владения рабынями, развлекавшими хозяев музыкой и пением. Запрет на алкоголь подорвал благополучие кайн, работавших в кабаках, в то же время они начали заниматься преподаванием вокала, обучая девочек и мальчиков, как свободных, так и находящихся в рабстве. Хозяева отправляли своих рабынь учиться пению и музыке, чтобы сделать из них кайн и выгодно продать; в Басре мединские кайны ценились особенно высоко. Школа Басры потеснила мединскую в IX столетии. После X столетия редкие кайны удостаивались упоминания по имени. Мусульманским культурным центром в этот период стал Багдад.

### Годы расцвета
Кайны и музыка вообще с течением времени всё больше ассоциировались у набожных мусульман с употреблением запрещённого вина и фривольным поведением. После того, как арабских женщин законодательно обязали закрывать лицо, рабыням это, напротив, запретили, мотивируя низким культурным уровнем последних. Многие таверны Багдада и Хуфы, где работали кайны, фактически представляли собой бордели. Завсегдатаями трактиров с кайнами были Абу Нувас и Абу аль-Атахия.
Карьера будущих кайн начиналась с отбора наиболее красивых и сообразительных девочек, которых несколько лет обучали искусству и этикету. Ат-Таухиди указывал, что в X веке в багдадском районе Карх жило 460 кайн. Ибн Бутлан писал: лучшие рабыни — берберки, которые с 9 лет проводят три года в Медине, три в Мекке, а затем девять лет изучает этикет в Ираке.
После завоевания Магриба обучать рабынь стали сразу на месте. Известно, что Ибн аль-Каттани самостоятельно учил своих рабов и рабынь логике, философии, геометрии, музыке, астрономии, каллиграфии, этикету, грамматике, а затем дорого продавал. Аналогично поступали многие рабовладельцы. Кайны с севера Пиренейского полуострова знали европейские музыкальные произведения, но иногда пели и на арабском.

### Закат
Исламская салонная культура исчезла с падением Аббасидов. Рост влияния турецких военных в IX веке сперва имел небольшой положительный эффект на кайн из-за стимулирования экономики, но начавшиеся вскоре гонения на интеллектуалов и конфискация их имущества лишили кайн среды обитания. Кайны Багдада устремились в Египет, Тунис, Медину и Испанию.

### Современность
Современные исламские страны отменили рабство, из-за чего в классическом виде кайны более не встречаются, однако частично профессия сохранилась в виде шихат (в Марокко) и геннаят — певиц, которых нанимают на праздники.
Отношение к кайнам современных исламских феминисток зачастую отрицательное, их обвиняют в том, что они косвенно способствовали ухудшению положения свободных женщин; однако арабист Фуад Касвелл указывает на то, что женщины Греции и Западной Европы испытывали сравнимое по тяжести поражение в правах.

## Творчество

### Песни
В результате исламских завоеваний арабская культура обогатилась новыми музыкальными инструментами, такими как струнный уд, прибывший из Персии в 3-й четверти VII века, а престиж презираемых ранее профессий, связанных с пением, сильно вырос. В крупных городах появились школы вокала и первые звёзды. Власть имущие продолжали сторониться пения ещё долго. Из Омейядов его любил лишь пьяница Аль-Валид II, а следующим любителем музыки стал только Аль-Махди из Аббасидов.
Основная масса песен кайн были глубоко любительскими по сюжету и по форме, состояли из 1—2 куплетов, которые исполняли гомофонно с мелизматическими вариациями в конце строки. При этом четыре кайны прославились именно как певицы: Бадль, Мутайям, Шария и Фарида.

### Стихи

#### Мадих
Стихотворения-мадихи (панегирики) зачастую невысоко оценивается западными учёными, которые считают обязательными для талантливого произведения критериями «искренность», под которой понимается отсутствие материальной выгоды, критичность и «серьёзность» однако для арабского мира до последнего времени было естественно сочинять именно заказные стихи. Для арабской аудитории важнее была уместность похвалы, чтобы, к примеру, мадих в адрес чиновника не выделял его храбрости, а концентрировался на том, что он мудр. Мадихи сочиняли в разных жанрах: касыдах, тахни’а (короткая ода) и эпиграммах, кит’а.
Среди свободных женщин редкие занимались мадихом, в отличие от кайн. Да и кайны редко сочиняли касыды, причём известна всего одна ба’ийя-касыда, составленная женщиной, её написала Лайла аль-Ахйаилийя. Помимо неё известно две касыды Инан и по одной у Ариб и Сакан. Основной жанр, в котором сочиняли кайны, — итаб-мадлих, поэтические упрёки, обычно адресованные любовникам, реже — патронам. Примером итаб-мадлиха является стихотворение Сакан, адресованное её владельцу, в котором она корит хозяина за то, что он нарушил обещание и не посетил её условленной ночью.

#### Мартхия
Мартхия — стихотворная элегия, выражение скорби по умершим; обычно их сочиняли женщины. В обычной мартхии присутствует восхваление умершего, однако кайны не включали этот элемент в свои стихи на смерть хозяина: во-первых, похвала от нижестоящего в иерархии человека считалась неуместной, во-вторых, обычно кайну умершего перепродавали, и их мартхии наполнены сожалением по этому поводу. Стихи Инан и Фадль, написанные после смерти их владельцев, выражают неуверенность в будущем.
Некоторые кайны были также профессиональными плакальщицами.

#### Хиджа
Сатирико-принижающий инвективный жанр хиджа, широко распространившийся в арабской литературе, включает множество произведений, сочинённых кайнами в адрес своих любовников. Ругать хозяина или властителя для кайны было опасно, с другой стороны, поэты, с которыми кайны часто обменивались стихами-хиджами на маджлисах, были безобидны, а удачно составленная колкость уходила в народ и рекламировала кайну. Хиджи зачастую содержали обсценные образы и матерную брань.
Одни из наиболее беспощадных хидж были созданы в противостоянии Инан и Абу Нуваса. Абу Нувас в своём произведении сравнивает вагину Инан с публичным залом ожидания, а она отвечает ему, сообщая, что всей своей известностью как поэт он обязан Инан.

#### Газель
Эротическая поэзия в бедуинской среде не была распространена из-за того, что страсть считалась происками джиннов, а выражение чувств мужчины к женщине — бесчестием для семьи последней. Хлынувший во время правления Аббасидов на Аравийский полуостров поток рабынь изменил это положение, их начали воспевать в любовных стихах, а затем поэты стали сочинять произведения для того, чтобы их пели кайны. Постепенно возник жанр газели, среди которых встречались как платонико-эротические, так и натуралистичные порнографические произведения. В нём творили как интеллектуалы и аристократы, так и маргинализированные поэты, певцы и рабыни.
Поэты часто посвящали кайнам стихи, прославляющие их красоту и объявляющие о влюблённости лирического героя, одновременно содержащие жалобы на отсутствие или недостаточность любви предмета его страсти. Часто такие стихи включали имя кайны, откуда можно заключить, что их оплачивал хозяин кайны, так как они выполняли роль рекламы. Поэты сравнивали кайн с наиболее дорогим жемчугом (морским), хвалили их кожу, причём хотя в целом красивой считался светлый тон, несколько чернокожих кайн воспевали как невероятных красавиц. Примером может служить мать Улайи Макнуна. Скорее всего калифы тоже сочиняли произведения, воспевающие кайн, однако эти стихотворения не называют по имени ни саму рабыню, ни её поклонника — на правителя распространялись классические представления о неестественности страсти.
Помимо эротической прозы кайны заказывали и порнографические произведения.

## Известные кайны
Некоторые кайны стали знаменитостями; при Аббасидах в Басре известные кайны учили желающих пению и сами владели рабами. Абу-ль-Фарадж аль-Исфахани в «Книге песен» приводит имена четырёх прославившихся кайн: Инан (ум. 841), Фадль (ум. 875), Ариб (ум. 890) и Сакан.
Инан была рабыней из Саудовской Аравии и на равных соревновалась с наиболее знаменитыми поэтами; многие известные её произведения представляют собой диалоги с поэтами-мужчинами, наполненные скабрёзностями.
Фадль Аль-Исфахани называет непревзойдённой из поэтесс; её эротические стихи более рафинированы.
Ариб — выдающейся как в поэзии, так и в музыке, ритме, макаме, каллиграфии и игре в нарды. Ариб знаменита в первую очередь как певица, Фуад Касвелл проводит аналогию между ней и современными знаменитостями из мира музыки.
Мало что известно о Сакан, однако её единственное однозначно идентифицированное произведение, касыду «Бабак», высоко оценивают.
Также ниже описаны четыре кайны, прославившиеся как певицы: Бадль, Мутайям, Шария и Фарида.
Кайной была Шаджар ад-Дурр, позже ставшая правительницей новой династии Мамлюков.
Среди других талантливых кайн называют Тухфу, рабыню багдадского торговца, любимую из рабынь Аль-Мамуна Татриф (Тазайюф), Таюму из Медины, светловолосую поэтессу Дананир, рабыню Ибн Кунасы Насим, прославившуюся непристойными стихами Арим, мастерицу стихотворных загадок Хасну (Хансу) и коренную жительницу Багдада Камар, отправленную в Андалузию; рабыню поэта Ад-Дабта Хузаму, Самру, Хайлану, принадлежавшую работорговцу Гусун, кайну Аль-Мутаваккиля Махбубу, Ниран, а также неизвестную рабыню, от которой сохранились анонимные диалоги с Абу Нувасом.

### Инан
Аль-Исфахани начал своё перечисление знаменитых кайн именно с Инан, обосновав это тем, что она получила наибольшую известность и превзошла остальных.
Инан была мувалладой, дочерью араба и рабыни, которая росла в Ямаме и там же была продана в рабство Абу Халиду ан-Натфи. Она блестяще проводила маджлисы, на которые приходили знаменитые поэты: Абу Нувас, Марван ибн-Аби Хафса, Аббас ибн аль-Ахнаф, Дибиль аль-Хузаи. Особенно прославил её талант к поэтическим комментариям чужих стихов.
Множество стихов Инан написала во время встреч с Абу Нувасом, которого дразнила за бедность и тягу к гедонизму, а он в свою очередь сравнивал её с кислой цитронеллой. В этих произведениях они оба часто употребляют ругательства и откровенно пишут о сексе, предлагая друг другу различные варианты времяпрепровождения; вместе с этим, стихи наполнены аллюзиями и цитатами из религиозной литературы.
Инан была знаменита за большое либидо; сохранились её стихи, написанные после любовного свидания, во время которого её желание осталось неудовлетворённым. Получила широкую известность одна из поэтических дуэлей, в которых Инан высмеивает любовь Абу Нуваса к анальному сексу в принимающей позиции, а тот в свою очередь говорит о том, что в постели Инан побывало столько людей, что никто не захочет её купить. Харун ар-Рашид, раздумывавший над тем, чтобы выкупить Инан, за которую хозяин запросил 100 000 динаров, передумал, когда услышал эти стихи. Инан сильно расстроилась этому: она была знакома с Харуном ар-Рашидом и часто развлекала его на маджлисах. Сам он сообщил Инан, что его останавливает только высокая цена, не упоминая стихов Абу Нуваса.
Хотя Ан-Нафти ценил Инан и не ревновал её к поэтам, с которыми она обменивалась фривольными стихами, однако он как минимум однажды высек её за отказ выступать перед его гостем. Сама же Инан говорила, что не любит своего владельца.
После смерти Ан-Нафти обида Ар-Рашида ещё не прошла, и, получив её в собственность за долги бывшего хозяина, он приказал отправить Инан на багдадскую площадь и объявить продажу на аукционе. Целью этого было унизить Инан, приравняв её к обычной рабыне. После того, как цена достигла 200 000 дирхамов, слуга Ар-Рашида добавил к ней 25 000 и забрал Инан назад.
Ар-Рашид владел ею до конца жизни, она родила ему двоих сыновей, однако оба они умерли во младенчестве.

### Фадль
Фадль родилась в Басре, она была дочерью рабыни. Обстоятельства её продажи в рабство Аль-Мутаваккилю достоверно неизвестны. Известные описания говорят о ней как о красавице, а её поэтический талант Аль-Исфахани называет лучшим среди женщин её поколения.
Сообщается, что Аль-Мутаваккиль решил проверить способности Фадль перед приобретением, и её стихи ему так понравились, что он приказал положить их на музыку. Она выполняла роль придворной поэтессы и жила в отдельном доме, приходя на маджлисы калифа. Фадль имела значительное политическое влияние и становилась то послом Аль-Мутаваккиля, то советницей.
Среди высокопоставленных поклонников Фадль были военный командир, музыкант и поэт Абу Дулаф аль-Касим ибн Иса аль-Иджли, а также чиновник и известный поэт Саид ибн-Хумайд, с которыми они долгое время были любовниками. Помня о своём социальном статусе, Фадль неоднократно отправляла Саиду горькие строки, в которых переживала о том, что он решил разорвать их отношения. Они расстались, когда Фадль влюбилась в прекрасного слугу Саида, Банана.

### Ариб
Ариб, по слухам, была дочерью Джафара ибн Яхьи и рабыни Фатимы, и прославилась как поэтесса, композитор и лютнистка, обладавшая хорошим голосом и умевшая ездить верхом, играть в нарды и шахматы, а также как интересная собеседница. Согласно некоторым источникам, её воспитывала христианка, и окружающие отмечали, что Ариб вела себя скорее как свободная женщина, а не как рабыня.
Необычность поэтического таланта Ариб в том, что она, будучи женщиной, и более того, кайной, сочиняла касыды: в книге Аль-Исфахани всего 3 касыды, сочинённых рабынями. По данным Аль-Исфахани она прожила 96 лет, в неё были влюблены семеро калифов, однако известно множество стихов, которые она сочиняла для простолюдинов — военного Аль-Хакани и слуги Салиха ибн аль-Мундхири. Все годы своей жизни Ариб оставалась в центре политической активности, отмечают её ум и тактичность: она оставалась приближённой правителей, избегая конфликтов.
Ариб была независима в суждениях. Она сбежала со своим возлюбленным, Мухаммадом ибн Хамидом аль-Хакани аль-Хасином, которого её хозяин аль-Маракиби принимал как гостя; при этом его внешность считалась опасной: у Мухаммада были голубые глаза, что в арабском мире связывали со способностью к сглазу. Сын её хозяина сочинил стихи, оправдывающие побег Ариб с любовником, несмотря на слёзы, пролитые по этому поводу её бывшим владельцем. Через некоторое время Ариб бросила Мухаммада, но после этого её поймали и вернули слуги Аль-Маракиби. Калиф Аль-Амин, прослышавший о Ариб, послал за ней, и, оценив её талант, захотел выкупить у хозяина, однако не успел, так как был убит. Ариб купил следующий калиф, Аль-Мамун, заплатив 50 000 дирхамов; после его смерти её приобрёл его преемник Аль-Мутасим за 100 000 дирхамов, который затем дал ей вольную.
Хотя Ариб наслаждалась компанией мужчин, не стыдясь своих желаний и сочиняя произведения, в которых недвусмысленно описывала любовные свидания, её почти не обвиняли в распутности благодаря развитым дипломатическим навыкам и уважению, которое она вызывала у окружающих. Её провокационные по современным меркам заявления о том, что «в сексе важны лишь стойкость эрекции и свежее дыхание, а если мужчина ещё и симпатичный, то это уже приятное дополнение», соответствовали ожиданиям от кайны. Одновременно с этим её произведения могли содержать и государственную пропаганду: так, когда калиф Аль-Мутаваккиль заболел, она объявила его болезнь происками врагов религии (джахмитов и мутазилитов, преследование которых калиф отменил).
По некоторым данным, Ариб побывала замужем за Мухаммадом ибн Хамидом. Однако он не был её единственным долгосрочным любовником. Другим был Ибрахим ибн аль-Мудаббир, поэт, интеллектуал и чиновник высокого ранга. Он сочинял стихи в честь Ариб, а она глубоко уважала его и отправляла ему не только стихи, но и прозу, что интерпретируют как знак более формальных отношений. Особые отношения связывали её с Абу Исой ар-Рашидом: в старости Ариб говорила, что из восьми калифов, с которыми она занималась сексом, желание в ней вызывал лишь Аль-Мутазз, потому что он напоминал ей Абу Ису ибн ар-Рашида.
Ариб часто нанимали для того, чтобы она сочинила стихотворение или песню по случаю праздника или для выздоровления больных. Она сочинила более тысячи песен, и профессиональные музыканты высоко их оценивали, несмотря на то, что среди её произведений встречались средние по качеству. Ариб предпочитала консервативную манеру исполнения, аналогичную тому, как пели в старину и не содержащую, к примеру, развитых мелизмов в конце строки. Счастливейшим днём своей жизни Ариб называла день встречи с Улайей, прославленной поэтессой, певицей и композитором, и её братьями; все четверо тогда спели вместе.
Оценить поэтический талант Ариб тяжело из-за того, что многие её строки написаны для того, чтобы их петь, и вторичны по отношению к музыке. При этом письма, которые она отправляла Ибрахиму ибн аль-Мудаббиру, демонстрируют её широкую эрудицию и литературный талант. Лучшим её произведением считается касыда о саде евнуха Шахака: там Ариб сопоставляет сад со страной в целом и высказывает поддержку калифам, которые в её время стали играть церемониальную роль, не имея фактической власти. Касыда состоит из 21 строфы, первые две из которых представляют собой прелюдию-насиб.

### Сакан
Кайна-наложница Сакан, принадлежавшая Махмуду аль-Варраку, была талантливой поэтессой и певицей, а также, что нечасто встречалось среди кайн, — милой и вежливой по характеру, преданной своему хозяину. Примером последнего являются обстоятельства появления её касыды «Бабак»: когда у Аль-Варрака начались материальные трудности, она обратилась к Аль-Мутасиму, предлагая ему выкупить себя, однако он оскорбил её, разорвав письмо. В ответ Сакан написала необычную во многих отношениях касыду: она сложна по сюжету, отклоняется от традиционной формы; в ней затрагивается сразу несколько тем; отсутствует как насиб, так и переходная строфа перед восхвалениями. Хотя восхваления в этом произведении есть, они нетипично отстранены и не обращены к калифу напрямую.
Одна из основных тем Бабака — насилие. Сакан, сочиняя это произведение, желала вернуть своё доброе имя и избавиться от подозрений в нечистых намерениях, не открывая истинного мотива — постыдного для её хозяина безденежья. Последняя треть поэмы включает натуралистичное описание казни на кресте главного героя — Бабека, лидера хуррамитского восстания против власти калифов — а также событий, следующих за казнью. Эта касыда — единственное сохранившееся произведение, однозначно созданное Сакан.
Сообщается, что, когда Аль-Варрак всё же решил продать Сакан более состоятельному человеку, чтобы она не испытывала нужды, Сакан в присутствии покупателя сказала, что она согласна терпеть лишения, лишь бы только быть с Аль-Варраком; это так впечатлило покупателя, что он оставил принесённые для покупки деньги и ушёл, а Аль-Варрак после этого освободил свою кайну и женился на ней.

### Бадль
Бадль прославилась как певица, музыкант, автор песен и учительница вокала; Аль-Исфахани писал о ней в «Китаб аль-Агани». Она родилась в Медине и росла в Басре, о её внешности известно лишь что она была светлокожей. Бадль принадлежала сыну калифа Аль-Хади, Джафару, однако затем перешла во владение Мухаммада ибн Зубейды, по легенде, в результате обмана. Когда Мухаммада убили, о Бадль начали спорить наследники Джафара и Мухаммада, но в итоге она попала в дом Али ибн Хишама, где уже содержались другие знаменитые кайны — Мутайям и Мурад. Именно Бадль научила Мутайям пению.
Аль-Исфахани утверждает, что Бадль написала более 12 000 песен, а сама она называла число 30 000, хотя его подвергают сомнениям. Знаменитый музыкант и композитор Исхак аль-Мавсили высоко оценивал её мастерство. Сообщается, что однажды разозлённая высокомерием своего поклонника Бадль спела ему сто различных песен, написанных с использованием одного звукоряда, все в одном ритме и с одинаковым ладом.
Бадль, Мутайям и Ибрагим ибн аль-Махди умерли примерно в одно время.

### Мутайям
Мутайям аль-Хишамийя родилась и выросла в Басре, а завершила обучение в Багдаде, у Бадль, после того, как её продали тому же владельцу за 20 000 дихрамов. Она была красива и имела светлую кожу; так как Мутайям родила своему владельцу нескольких детей, она была освобождена после его смерти. Тогда она стала закрывать лицо аналогично другим свободным женщинам.
Помимо творчества Мутайям была знаменита как законодательница мод; ей приписывается идея о надевании пояса ради подчёркивания талии, а также надевания шёлковой повязки на голову.
Мутайям была знакома со многими знаменитыми музыкантами, певцами и певицами, что помогло её профессиональному становлению; она удостоилась целой главы в «Китаб аль-Агани» и небольшого очерка в его сборнике «Аль-има аш-Шаваир», посвящённого 33 знаменитым рабыням-поэтессам. Исхак аль-Мавсили восхищался её талантом и подписал одну из песен в своём сборнике, а она в свою очередь пела в той же старинной технике, что и он.

### Шария
Творчество Шарии было неразрывно связано с творчеством её хозяина, Ибрахима ибн аль-Махди. Он часто подписывал произведения её именем, она была его ближайшей подругой и коллегой, так что неизвестно точно, какие песни созданы именно ей хотя бесспорно, что качество её работ было сопоставимо с работами Аль-Махди.
Когда однажды Аль-Махди попросил гостя рассудить, чья версия песни лучше — его собственная или Шарии — гость решил в пользу рабыни и сообщил, что по его мнению цена Шарии составляет не менее 100 000 дихрамов. Эта неслыханная сумма, однако, огорчила Аль-Махди, который ответил гостю, что оскорблён невероятно заниженной оценкой.

### Фарида
Фариду называли одной из лучших певиц всех времён. Она была любимицей калифа Аль-Васика, что, однако, не уберегло её от насилия. Мухаммад ибн аль-Харит ибн Бусхуннар сообщал, что в очередной свой визит к калифу сидел с ним рядом и слушал пение Фариды, которая аккомпанировала себе на уде. Вдруг Аль-Васик с силой ударил Фариду ногой в грудь, так что инструмент в её руках сломался. На вопрос, что случилось, он сказал, что его расстроила мысль о том, что его преемник будет вот так слушать её пение. Затем калиф послал за Фаридой и помирился с ней.
После смерти Аль-Васика Фарида отказалась играть и вырвала у своего уда струны в знак верности прошлому хозяину, за что её забили плетьми насмерть.

## В культуре
Кайнам посвящено произведение «Послания о певицах» (Risalat al-Qiyan) Аль-Джахиза. Эта книга появилась после того, как халиф Аль-Васик Биллах не смог выкупить понравившуюся ему кайну Калам аль-Салихийя у хозяина, который потребовал взамен власти над всеми египетскими территориями Аббасидов. Много внимания уделено кайнам в трудах Китаб аль-Агани («Книга песен») и Китаб аль-Има аш-Шаваир (араб. كتاب الإماء الشواعر; «Книга о рабынях-поэтессах») Аль-Исфахани; он включил в текст несколько их произведений. Ас-Саалиби посвятил им главу в книге «Латаиф аль-Лутф», также детали их жизни встречаются в «Мурудж аззахаб ва ма’адин ал-джавахир» Аль-Масуди; Аль-Вашша аль-Ибшихи описал в своей книге «Аль-Мувашша» то, какие бури бушевали в сердцах их поклонников.
О кайне Таваддуд повествует одноимённый рассказ из Тысячи и одной ночи. В нём Таваддуд превосходит умом придворных учёных мужей.